# Jeetze (flod)
Jeetzel eller Jeetze er en 73 km lang biflod til Elben. Jeetze udmunder i Elben ved byen Hitzacker.
Jeetze ligger på den nordtyske slette, og floden løber gennem delstaterne Sachsen-Anhalt og Niedersachsen. 
53°09′26″N 11°02′38″Ø / 53.1572°N 11.0439°Ø